# Envy (film, 2004)
Pour les articles homonymes, voir Envy.
Pour plus de détails, voir Fiche technique et Distribution.
Envy ou L'envie au Québec est un film américain réalisé par Barry Levinson, sorti en 2004. À la suite de l'échec au box-office nord-américain, le film est sorti directement en vidéo dans de nombreux pays, notamment en Europe.

## Synopsis
Tim Dingman et Nick Vanderpark sont voisins, mais également très bons amis et collègues de travail chez 3M. Ils voient cependant leurs relations se détériorer, lorsque Nick devient riche en commercialisant son invention, le Vapoorize, un spray contre les excréments de chien. Tim va alors envier sa fortune.

## Fiche technique
Sauf indication contraire, les informations mentionnées dans cette section peuvent être confirmées par les bases de données cinématographiques IMDb et Allociné,  présentes dans la section « Liens externes ».
- Titre original : Envy
- Titre québécois et pour la diffusion à la télévision française : L'envie[2]
- Réalisation : Barry Levinson
- Scénario : Steve Adams
- Musique : Mark Mothersbaugh
- Direction artistique : Seth Reed
- Décors : Victor Kempster
- Costumes : Gloria Gresham
- Photographie : Tim Maurice-Jones
- Son : Steve Cantamessa, David Parker, Gary A. Rizzo, Christopher Scarabosio, Larry Schalit, Michael Silvers, Kent Sparling
- Montage : Blair Daily et Stu Linder
- Production : Barry Levinson et Paula Weinstein
  - Production déléguée : Larry David et Mary McLaglen
  - Coproduction : Josh McLaglen
- Sociétés de production : Baltimore Spring Creek Productions, Columbia Pictures, Dreamworks Pictures, Millennium Films, NPV Entertainment, Nu Image[3] et Village Roadshow Pictures[3], en association avec Castle Rock Entertainment
- Sociétés de distribution : DreamWorks Distribution (États-Unis) ; Columbia TriStar Films (France)
- Budget : 40 millions USD[4],[5]
- Pays de production :  États-Unis
- Langue originale : anglais, italien
- Format : couleur (Technicolor) — 35 mm — 1,85:1 — son DTS / Dolby Digital / SDDS
- Genre : comédie
- Durée : 99 minutes
- Dates de sortie[2] :
  - États-Unis, Québec : 30 avril 2004[6]
  - Belgique : 8 septembre 2004[7]
  - France : 2 février 2005 (sortie directement en DVD)[8]
- Classification[9] :
  - États-Unis : accord parental recommandé, film déconseillé aux moins de 13 ans (PG-13 - Parents Strongly Cautioned)[N 1]
  - France : tous publics
  - Belgique : tous publics (Alle Leeftijden)[7]
  - Québec : tous publics (G - General Rating)[6]

## Distribution
- Ben Stiller (VF : Maurice Decoster) : Tim Dingman
- Jack Black (VF : Thierry Wermuth) : Nick Vanderpark
- Rachel Weisz : Debbie Dingman
- Amy Poehler : Natalie Vanderpark
- Christopher Walken (VF : Bernard Tiphaine) : J-Man
- Ariel Gade (en) : Lula Dingman
- Sam Lerner : Michael Dingman
- Ofer Samra : Pete

## Accueil

### Accueil critique
Sur l'agrégateur américain Rotten Tomatoes, le film ne récolte que 7 % d'opinions favorables, pour 116 critiques recensées.
Lors de la cérémonie de The Stinkers Bad Movie Awards en 2004, le film obtient deux nominations. Ben Stiller est nommé pire acteur et Mark Mothersbaugh, quant à lui, est nommé pour la bande originale la plus intrusive.
En 2005, le film obtient une nomination lors de la 25e cérémonie des Razzie Awards, dans la catégorie pire acteur pour Ben Stiller,.

### Box-office
Alors que le film devait sortir aux États-Unis directement en vidéo, à la suite de mauvaises projections test, Envy sort finalement en salles. Le succès n'est pas au rendez-vous avec seulement 13 562 325 $. Par la suite, il sortira en vidéo dans de nombreux pays, notamment européens, et ne rapporte que 14 581 765 $ au box-office mondial,.

## Éditions en vidéo
En France, le film Envy est sorti en DVD le 2 février 2005 et en VOD le 1er mai 2012.